# Muggsy Bogues
Tyrone Curtis «Muggsy» Bogues (Baltimore, Maryland; 9 de enero de 1965) es un exjugador de baloncesto estadounidense que disputó 14 temporadas en la NBA. Con 1,60 metros de altura, jugaba en la posición de base y es el jugador más bajo de toda la historia de la NBA.
Jugó para cuatro equipos diferentes en la NBA, pero generalmente se le recuerda por su etapa con los Charlotte Hornets, equipo del que es embajador desde 2014. Fue entrenador de la ahora desaparecida franquicia de la WNBA, Charlotte Sting.

## Carrera

### Instituto y universidad
Bogues jugó en el instituto Dunbar de la ciudad de Baltimore, donde fue compañero de equipo de otros futuros jugadores NBA como David Wingate (promoción anterior a la suya), Reggie Williams y Reggie Lewis (ambos de su mismo año). Después jugó durante cuatro años en la Wake Forest University de Carolina del Norte, promediando 11,3 puntos, 8,4 asistencias y 3,1 robos por partido en su tercer año. Durante el siguiente año, sus números mejoraron hasta 14,8 puntos, 9,5 asistencias y 3,9 robos por partido. También consiguió capturar 3,8 rebotes por partido, algo meritorio teniendo en cuenta que esta es una estadística normalmente dominada por jugadores mucho más altos.

### USBL
Bogues se presentó al draft de la USBL en 1987, siendo elegido en la segunda posición por los Rhode Island Gulls. En su única temporada en la liga, promedió 22,2 puntos y 8,4 asistencias. Aunque se retiró antes de que la competición culminara -debido a una lesión que sufrió-, fue reconocido como el Novato del Año.

### NBA
Bogues fue elegido en la posición duodécima del draft de 1987 por los Washington Bullets. Fue miembro de una generación de mucho talento a la que pertenecieron jugadores de la talla de David Robinson, Reggie Miller, Scottie Pippen o Kevin Johnson. En su primera temporada en la NBA, Bogues fue compañero de equipo del sudanés Manute Bol (2,31 m), por aquel entonces el jugador más alto de la historia de la NBA (posteriormente sería igualado por Gheorghe Muresan). Juntos fueron protagonistas de portadas de revistas. 

#### Charlotte Hornets
Durante la temporada 1988-1989 estaba prevista la entrada en la NBA de dos nuevas franquicias, Miami Heat y Charlotte Hornets. Cuando se incorporan equipos nuevos a la NBA, todos y cada uno de los equipos ya existentes deben “proteger” a ocho jugadores de su plantilla; los equipos nuevos elaboran su plantilla eligiendo entre los jugadores que no han sido protegidos por el resto de los equipos, en lo que se llama un draft de expansión. A pesar de no tener demasiado cubierta la posición de base, los Bullets no protegieron a Bogues y durante el draft de expansión que tuvo lugar el 22 de junio de 1988 fue elegido por los Hornets. En Charlotte, se consagró como un excepcional pasador y un gran recuperador de balones. Su tamaño le ayudó a ser uno de los jugadores más rápidos sobre la cancha.
Bogues pasó diez años en Charlotte en los que los Hornets, liderados por Alonzo Mourning y Larry Johnson, se convirtieron en uno de los equipos más populares de la NBA y en un eterno aspirante en los playoffs. Bogues fue uno de los jugadores más populares de la historia de los Hornets, a pesar de que jamás consiguió promediar más de 11,2 puntos en una temporada. 

#### Últimos años
Apenas dos partidos después de comenzar la temporada 1997-1998, el periplo de Bogues en los Hornets concluyó al formar parte de un traspaso que le mandó junto a Tony Delk a los Golden State Warriors a cambio de B.J. Armstrong. Bogues jugó dos temporadas con los Warriors, para luego firmar como agente libre (sin ningún contrato en vigor) por los Toronto Raptors, donde terminaría su carrera. Aunque con posterioridad fue traspasado a los New York Knicks y a los Dallas Mavericks, no jugó ni un solo partido con ninguno de ellos.

### Después de la NBA
En 1994 escribió un libro biográfico, titulado In the Land of Giants (En Tierra de Gigantes).
En 1996 apareció en la película Space Jam interpretándose a sí mismo, y también hizo un cameo en Eddie. Posteriormente también registraría breves apariciones en películas como Juwanna Mann y series de televisión como Hang Time, Curb Your Enthusiasm y Royal Pains. 
Tras dejar el baloncesto profesional trabajó en el negocio inmobiliario hasta el 3 de agosto de 2005, cuando fue nombrado entrenador de las Charlotte Sting de la WNBA a pesar de su falta de experiencia como entrenador. Perdió su trabajo cuando el equipo se disolvió en enero de 2007.
En 2011, se convirtió en entrenador del equipo de instituto, United Faith Christian Academy en Charlotte (North Carolina), tras ser asistente durante un tiempo.
El 18 de marzo de 2014, Bogues fue nombrado embajador de los Charlotte Hornets, participando en la renovación del logotipo del equipo.
Bogues fundó la asociación de tipo 501(c)(3), llamada Muggsy Bogues Family Foundation:

"organized to assist vocationally bound students with scholarships and develop community outreach programs for at-risk families that address the most basic necessities" and "encourage youth and families by providing resources that emphasize stability and empower youth and families to reach their full potential, becoming well rounded students and productive adult citizens."

## Selección nacional
Bogues integró la plantilla de la selección de baloncesto de Estados Unidos que conquistó el título en el Campeonato Mundial de Baloncesto de 1986, organizado en España.

## Estadísticas de su carrera en la NBA

### Temporada regular
| Año     | Equipo       | PJ  | PT  | MPP  | %TC  | %3P  | %TL   | RPP | APP  | ROB | TPP | PPP  |
| ------- | ------------ | --- | --- | ---- | ---- | ---- | ----- | --- | ---- | --- | --- | ---- |
| 1987–88 | Washington   | 79  | 14  | 20.6 | .390 | .188 | .784  | 1.7 | 5.1  | 1.6 | .0  | 5.0  |
| 1988–89 | Charlotte    | 79  | 21  | 22.2 | .426 | .077 | .750  | 2.1 | 7.8  | 1.4 | .1  | 5.4  |
| 1989–90 | Charlotte    | 81  | 65  | 33.9 | .491 | .192 | .791  | 2.6 | 10.7 | 2.0 | .0  | 9.4  |
| 1990–91 | Charlotte    | 81  | 46  | 28.4 | .460 | .000 | .796  | 2.7 | 8.3  | 1.7 | .0  | 7.0  |
| 1991–92 | Charlotte    | 82  | 69  | 34.0 | .472 | .074 | .783  | 2.9 | 9.1  | 2.1 | .1  | 8.9  |
| 1992–93 | Charlotte    | 82  | 80  | 35.0 | .453 | .231 | .833  | 3.7 | 8.8  | 2.0 | .1  | 10.0 |
| 1993–94 | Charlotte    | 77  | 77  | 35.7 | .471 | .167 | .806  | 4.1 | 10.7 | 1.7 | .0  | 10.8 |
| 1994–95 | Charlotte    | 78  | 78  | 33.7 | .477 | .200 | .889  | 3.3 | 8.7  | 1.3 | .0  | 11.1 |
| 1995–96 | Charlotte    | 6   | 0   | 12.8 | .375 | .000 | 1.000 | 1.2 | 3.2  | .3  | .0  | 2.3  |
| 1996–97 | Charlotte    | 65  | 65  | 28.9 | .400 | .417 | .844  | 2.2 | 7.2  | 1.3 | .0  | 8.0  |
| 1997–98 | Charlotte    | 2   | 0   | 8.0  | .437 | .000 | 1.000 | .5  | 2.0  | 1.0 | .0  | 3.0  |
| 1997–98 | Golden State | 59  | 31  | 26.3 | .494 | .250 | .894  | 2.2 | 5.5  | 1.1 | .1  | 5.8  |
| 1998–99 | Golden State | 36  | 5   | 19.8 | .439 | .000 | .861  | 2.0 | 3.7  | 1.2 | .0  | 5.1  |
| 1999–00 | Toronto      | 80  | 5   | 21.6 | .448 | .333 | .908  | 1.7 | 3.7  | .8  | .1  | 5.1  |
| 2000–01 | Toronto      | 3   | 0   | 11.3 | .000 | .000 | .000  | 1.0 | 1.7  | .7  | .0  | 0.0  |
| Total   | Total        | 889 | 556 | 28.6 | .458 | .278 | .827  | 2.6 | 7.6  | 1.6 | .0  | 7.7  |

### Playoffs
| Año   | Equipo     | PJ | PT | MPP  | %TC  | %3P  | %TL   | RPP | APP | ROB | TPP | PPP  |
| ----- | ---------- | -- | -- | ---- | ---- | ---- | ----- | --- | --- | --- | --- | ---- |
| 1988  | Washington | 1  | 0  | 2.0  | .000 | .000 | .000  | .0  | 2.0 | .0  | .0  | 0.0  |
| 1993  | Charlotte  | 9  | 9  | 38.4 | .476 | .000 | .714  | 4.0 | 7.8 | 2.7 | .0  | 9.8  |
| 1995  | Charlotte  | 4  | 4  | 36.3 | .311 | .333 | 1.000 | 1.5 | 6.3 | 1.0 | .0  | 8.5  |
| 1997  | Charlotte  | 2  | 2  | 29.0 | .579 | .857 | 1.000 | 1.5 | 2.5 | .5  | .0  | 16.0 |
| 2000  | Toronto    | 3  | 2  | 29.0 | .286 | .333 | .333  | 2.0 | 1.7 | 1.3 | .0  | 5.3  |
| Total | Total      | 19 | 17 | 33.6 | .419 | .476 | .769  | 2.7 | 5.6 | 1.7 | .0  | 8.9  |